# Programma Setka
Il programma Setka è stato un programma statale di studio sugli UFO istituito nel 1977 in Unione Sovietica. Venne portato avanti da due commissioni, che lavorarono dal 1978 al 1990. Dopo la dissoluzione dell'Unione Sovietica, i dati vennero ereditati dalla Russia e divulgati nel 2000. 

## Storia
Nel 1977, a seguito del fenomeno di Petrozavodsk, su proposta dello scienziato Anatolij Aleksandrov venne avviato in Unione Sovietica un programma di stato per lo studio degli UFO, denominato Setka. Il programma fu istituito ufficialmente nell'ottobre 1977. Per la sua realizzazione vennero insediate due commissioni di ricerca: il Setka MO, agli ordini del Ministero della Difesa e composto prevalentemente da personale militare, e il Setka AN, agli ordini dell'Accademia sovietica delle scienze e composto da scienziati. Il primo gruppo aveva il compito di studiare gli aspetti militari del problema, come le eventuali influenze degli UFO sul malfunzionamento degli apparecchi e impianti militari, mentre il secondo gruppo doveva studiare gli effetti fisici correlati con gli UFO e cercato di comprenderne le cause. Il coordinamento della prima commissione venne affidato al colonnello Boris Sokolov, quello della seconda commissione al professor Vladimir Migulin, affiancato dal dottor Yulii Platov in qualità di vice coordinatore. 
I lavori delle due commissioni iniziarono nel gennaio 1978. Come prima cosa, venne deciso di non usare il termine UFO, ma la terminologia più neutra di "fenomeni anomali dell'atmosfera e dello spazio". I lavori durarono fino al 1990 e vennero esaminati i rapporti di circa 3.000 presunti avvistamenti, interrogando i testimoni. Dopo la dissoluzione dell'Unione Sovietica, i lavori ripresero presso l'Accademia russa delle scienze, allo scopo di studiare e integrare i dati disponibili; questa fase durò fino al 1995. 
I risultati del programma Setka furono divulgati da Sokolov (coordinatore del Setka-MO) e Platov (vice coordinatore del Setka-AN) con un articolo pubblicato nel 2000 sul Bollettino dell'Accademia Russa delle Scienze.

## Risultati
Secondo le conclusioni dello studio riferite da Platov e Sokolov, il 90% dei fenomeni atmosferici anomali osservati nel territorio sovietico poteva essere spiegato con gli effetti di attività umane (soprattutto lanci di razzi e palloni meteorologici), mentre il restante 10% è inspiegato; per questi ultimi casi, si è ipotizzato che la causa vada ricercata in fenomeni naturali rari o ancora sconosciuti.
Non è stata comunque trovata alcuna evidenza di atterraggi o schianti di UFO, né di contatti ravvicinati o rapimenti alieni; non è inoltre emersa alcuna prova di un'origine extraterrestre degli UFO. A questo proposito, Platov e Sokolov hanno commentato che vi sono due possibilità: o il territorio dell'ex Unione Sovietica è rimasto chiuso ai viaggiatori alieni fra il 1978 e il 1995 oppure l'ipotesi extraterrestre sugli UFO è priva di fondamento.

## Controversie
Vari ufologi si sono dichiarati in disaccordo con i risultati divulgati da Platov e Sokolov. Paul Stonehill, studioso degli avvistamenti di UFO sovietici e russi, ritiene che siano stati resi noti solo i risultati degli studi del Setka-AN, mentre quelli del Setka-MO sarebbero rimasti segreti. Stonehill sostiene inoltre che nulla indica che nell'ambito del programma Setka qualcuno abbia tentato di analizzare seriamente i casi rimasti non spiegati. 